# (4681) Ermak
(4681) Ermak est un astéroïde de la ceinture principale.

## Description
(4681) Ermak est un astéroïde de la ceinture principale. Il fut découvert le 8 octobre 1969 à Nauchnyj par Lioudmila Tchernykh. Il présente une orbite caractérisée par un demi-grand axe de 3,02 UA, une excentricité de 0,13 et une inclinaison de 11,5° par rapport à l'écliptique.

## Compléments